# María Clemencia Rodríguez de Santos
María Clemencia Rodríguez Múnera (Bogotá, 28 de diciembre de 1961) fue la primera dama de Colombia entre los años 2010 y 2018.

## Educación y trayectoria profesional
Realizó sus estudios secundarios en el Colegio San Patricio, en Bogotá. Estudió Diseño Gráfico en el Centro de Estudios Artísticos y Técnicos. Su carrera profesional la inició en la Caja Social de Ahorros (actual BCSC) en el área de mercadeo; luego se desempeñó como asistente de presidencia en el Banco Corporación de Ahorro y Vivienda, Colmena.
En el sector público, fue Secretaria Privada en el Ministerio de Comunicaciones y su último trabajo como empleada fue en el Banco de la República, primero como Directora de Relaciones Públicas y luego como Directora del Museo de Arte Religioso. Se independizó y creó una editorial de libros didácticos infantiles. Adicionalmente, fue miembro activo de la Corporación Matamoros.

## Vida privada
En un almuerzo de amigos, conoció a Juan Manuel Santos, entonces subdirector del diario El Tiempo. Ya casados, viajaron a Estados Unidos por cuenta de una beca que Santos se había ganado en  Harvard. Cuando regresaron al país, María Clemencia venía embarazada de su primer hijo, Martín. Poco tiempo después nacieron sus otros dos hijos, María Antonia y Esteban, a quien ella define como "un milagro de la Virgen", y lo dice porque, durante su tercer embarazo, debió estar cuatro meses hospitalizada debido a un desprendimiento de placenta.
A lo largo de su vida, "Tutina", como le dicen sus allegados, ha tenido un gran interés por los temas sociales, lo que se ha podido evidenciar durante el ejercicio de la carrera pública de su marido. Durante su paso por el Ministerio de Comercio, participó activamente en los grupos de trabajo social organizados por Ana Milena Muñoz de Gaviria. Luego, en el Ministerio de Defensa, hizo una labor social con los soldados, los infantes y los policías, donde se destacó la iniciativa de la "Línea Lanza", en la que los integrantes de la Fuerza Pública tenían asesoría psicológica profesional las 24 horas. También estuvo al frente de la consecución de donaciones para ayudar y apoyar a estos héroes de Colombia, y la organización de eventos a nivel nacional en fechas especiales como la Navidad y Año Nuevo. 
Como esposa del presidente de los colombianos, María Clemencia Rodríguez de Santos se ha dedicado a trabajar por la ampliación de la atención integral a la primera infancia de su país, a través de la estrategia 'De Cero a siempre'. Otra de las labores que ha asumido María Clemencia es el apoyo a "Colombia Humanitaria", un encuentro que tiene como objetivo movilizar la cooperación de la comunidad nacional e internacional, pública y privada, para complementar los esfuerzos que se han estado realizando, en respuesta a las necesidades de atención inmediata y de recuperación de la población afectada por el fuerte invierno que se presentó a finales de 2010 y comienzos de 2011.
Se trata de su segundo matrimonio, llevado este a cabo por lo civil. Previamente había estado casada con el bogotano Christian Toro, amigo de su familia y con quien había tenido una relación de muchos años. Finalmente este matrimonio duró dos años, al divorciarse, él volvió a casarse con Juanita Londoño.

## Familia
Está casada con el expresidente Juan Manuel Santos, con quien tiene tres hijos: Martín, María Antonia y Esteban. Es hija de Jorge Enrique Rodríguez y Cecilia Múnera. Tiene cinco hermanas y dos hermanos.

## Distinciones honoríficas
- Orden de Isabel la Católica (Reino de España, 27/02/2015).[12]